# Juta
Juta je vlakno koje se dobiva iz stabljika biljaka Corchorus capsularis i Corchorus olitorius Corchorus. Jednogodišnja, travasta biljka raste do visine do 4 metra. Biljka najbolje uspjeva na vlažnoj, tropskoj klimi (optimalna temperatura 27 °C do 31 °C, količina oborina> 1500 mm/god.) Corchorus olitorius je podrijetlom iz tropskih dijelova Afrike i Azije.
Plodovi su otrovni.

## Svojstva i povijest
Vlakno jute se rabi primjerice za proizvodnju vrećica, grubo predivo i sagove. Juta je jedan od "obnovljivih izvora" prirodnih vlakana u skupini kao što su lan i konoplja.
Lišće Corchorus olitorius jede se kao povrće. Ponekad se suši i obrađuje u juhu.

## Proizvodnja i uporaba tkanine
Juta je nakon pamuka količinski najznačajnije prirodno vlakno. Diljem svijeta ju uzgajaju 10-12 milijuna poljoprivrednika i 100.000 ljudi živi od prerade jute. 
Samo trećina vlakna se izvozi. Ostatak se konzumira uglavnom u zemaljama proizvođačima Indiji i Bangladešu. Glavne zemlje uvoznice su Pakistan. Uporaba jute kao ambalažnog materijala u trgovini na veliko u Indiji je propisana zakonom.

## Vanjske poveznice
- Jute Genome Project
- Jute handicraft products